# Jean-Baptiste Schacre
Jean-Baptiste Schacre (* 1808 in Delle in der Nähe von Belfort, damals Elsass, heute Franche-Comté; † 1876 in Mülhausen) war ein französischer Zeichner und Architekt und einer der ersten systematischen Vertreter der Neuromanik und Neugotik auf französischem Boden. Als langjähriger Stadtarchitekt von Mülhausen (1844 bis 1876) prägte er vor allem dessen sakrale Landschaft, in einer Weise vergleichbar mit der von Christopher Wren in London.

## Werke (Auswahl)
- Hauptsynagoge Mülhausen (1849) – neuromanisch und neoklassizistisch
- Synagoge Dornach, Vorort von Mülhausen (1851) – neuromanisch
- Katholische Stephanskirche, Mülhausen (1855–1860) – neugotisch
- Protestantische Stephanskirche, Mülhausen (1859–1866) – neugotisch
- Zentralfriedhof Mülhausen (1872), 12 Hektar große Anlage
- Moritzkirche Pfastatt, Vorort von Mülhausen (1867–1876) – neuromanisch
- Laurentiuskirche Zillisheim, Vorort von Mülhausen (1867–1876) – neuromanisch
- Pantaleonskirche Gueberschwihr (1874–1877) – neuromanisch
- Pfarrkirche Jettingen (1874–1877) – neuromanisch

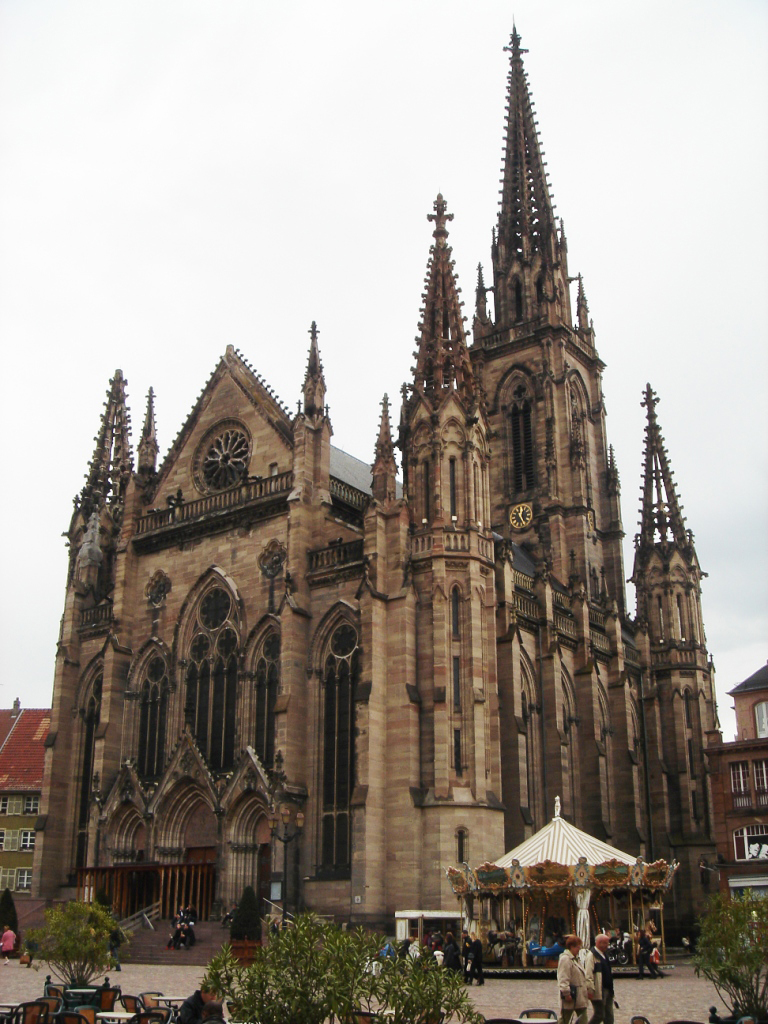
Schacres Meisterwerk: die protestantische Stephanskirche von Mülhausen
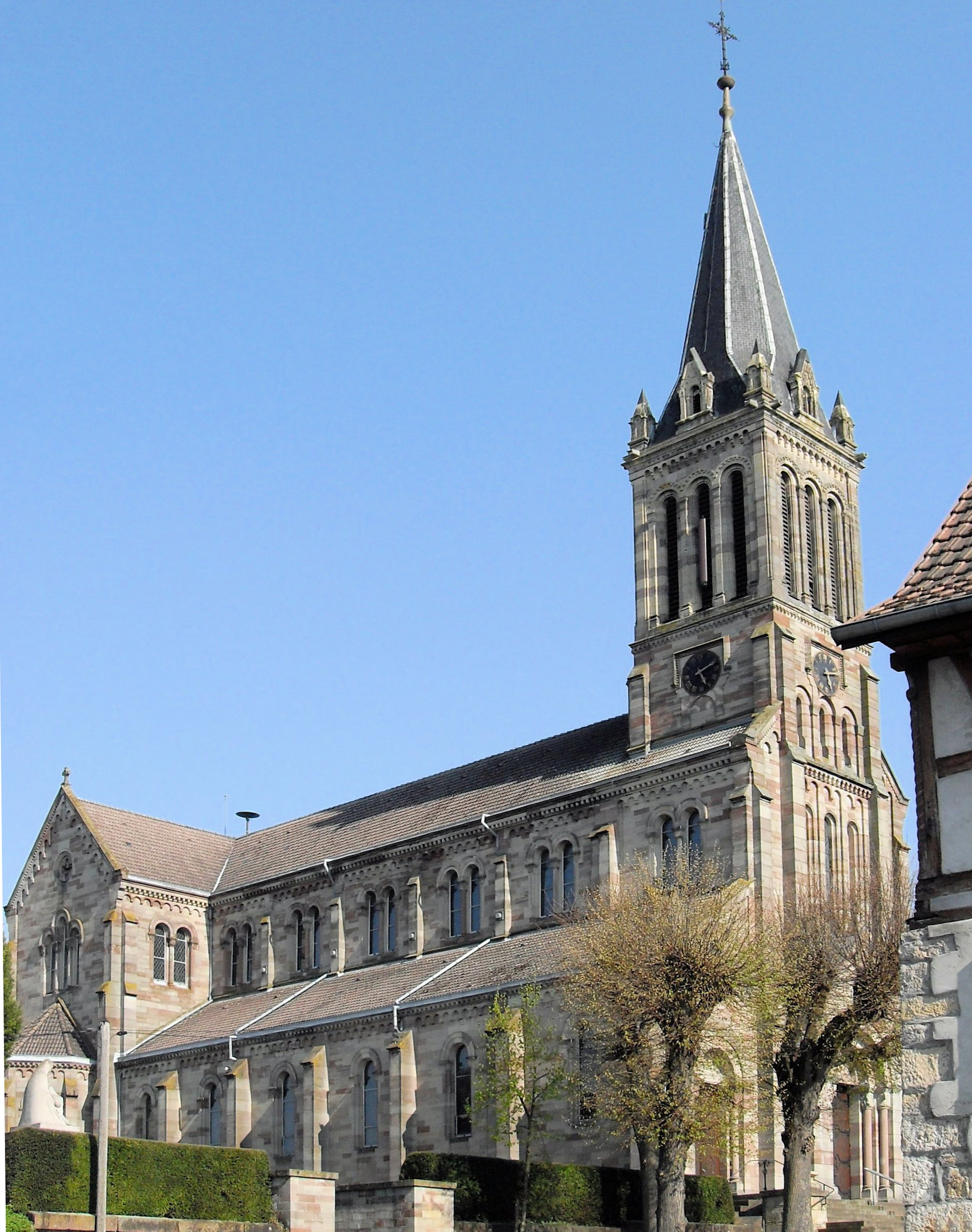
Die neuromanische Stadtpfarrkirche St. Laurentius von Zillisheim
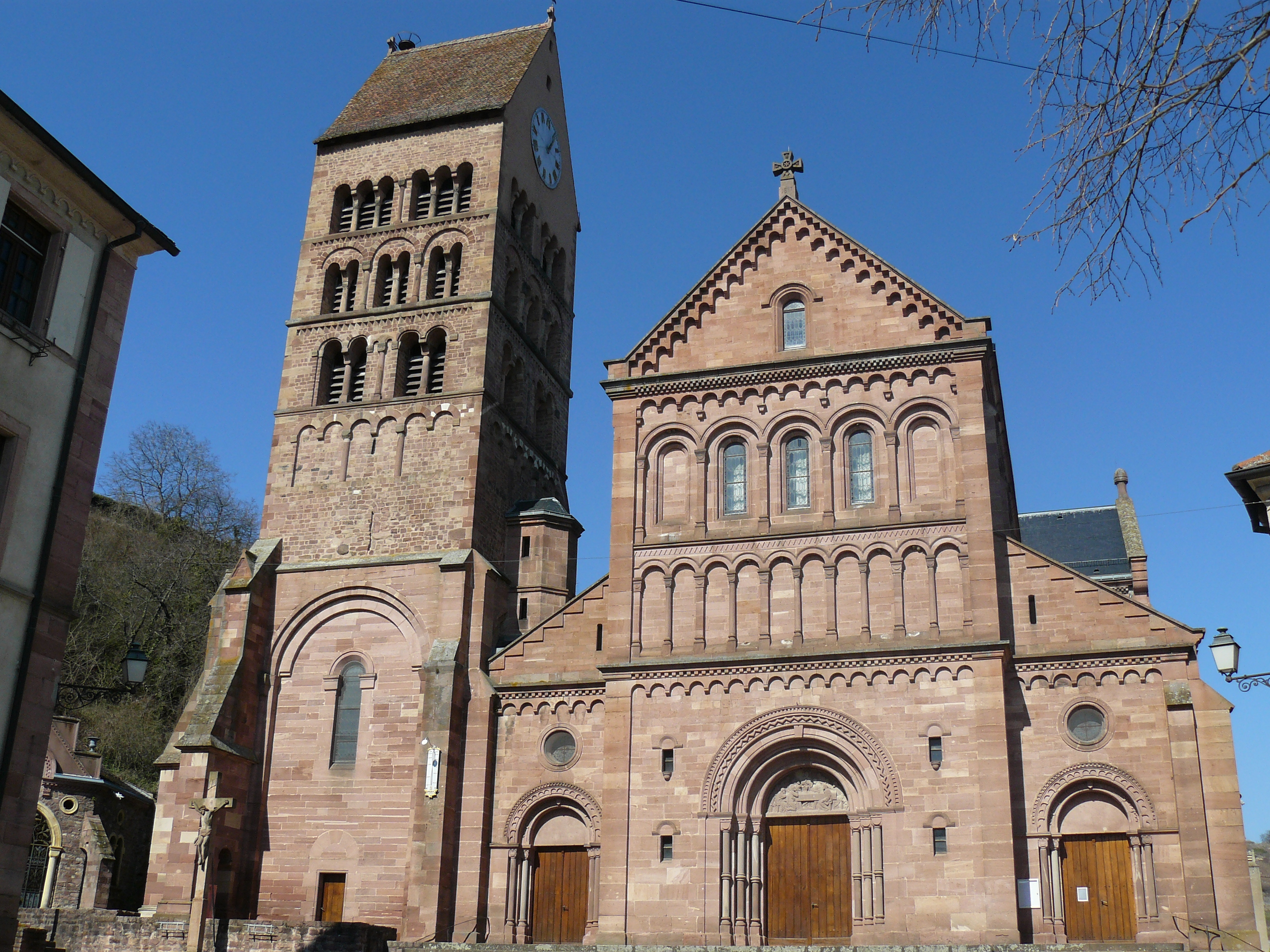
Kirche Sankt-Pantaleon in Gueberschwihr. Schacre errichtete die romanische Kirche neu, unter Beibehaltung des ursprünglichen Glockenturms.
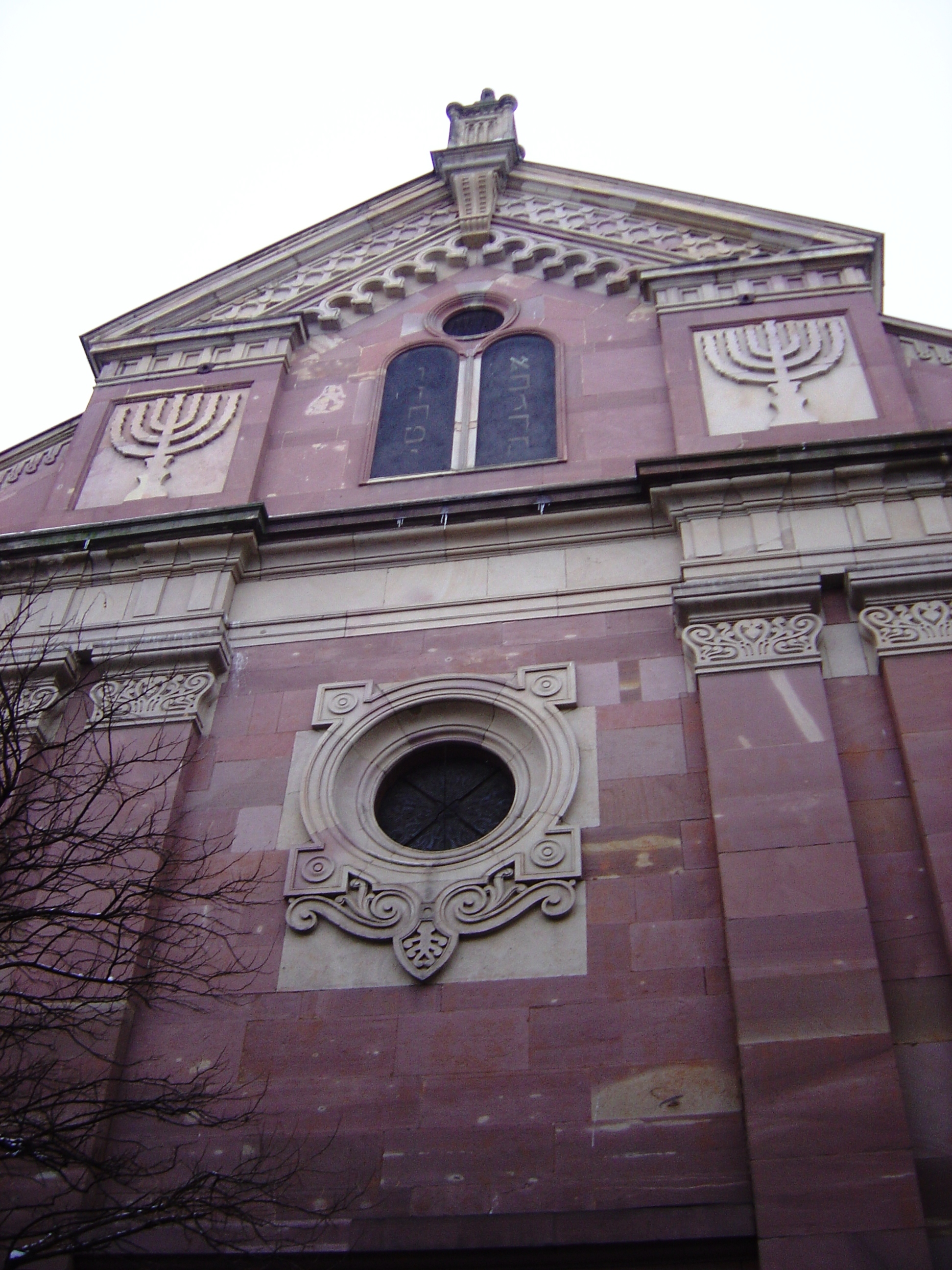
Apsis der Synagoge in Mulhouse